# جامعة شريف التكنولوجية
جامعة شريف التكنولوجية (بالفارسية: دانشگاه صنعتی شریف). هي إحدى جامعات العاصمة الإيرانية طهران. وقد أنشئت في سنة 1966 م، وقد سُميّت باسم جامعة آریا مهر التكنولوجية (بالفارسية: دانشگاه صنعتی آریامهر)، ثم غُير اسمها إلى الاسم الحالي. وتعد هذه الجامعة من الجامعات الکبيرة والمشهورة إيران.

## مشاهير الخريجين
- علي لاريجاني
- محمد جواد لاريجاني
- مجيد شهرياري
- مسعود علي محمدي
- مصطفى أحمدي روشن
- إسحاق جهانغيري
- مهرداد بذرباش
- برويز فتاح
- رستم قاسمي
- حميد وحيد دستجردي
- مريم ميرزاخاني
- علي دايي
- مريم رجوي